# Atair
Atair — перше в світі судно для вишукувальних робіт, яке отримає енергетичну установку, розраховану на використання зрідженого природного газу.
Atair призначений на заміну іншого судна з такою ж назвою та призначенням, яке знаходиться в експлуатації з 1987 року. Новий корабель замовили у грудні 2016-го для німецької Federal Maritime and Hydrographical Agency (BSH) на верфі Fassmer. Він має стати до ладу у 2020 році та, окрім вишукувальних завдань (включаючи пошуки затонулих суден) у Північному та Балтійському морях і Північній Атлантиці, виконуватиме гідрографічні функції.
Окрім 18 членів екіпажу, Atair матиме можливість прийняти ще 15 осіб. Його обладнають лабораторіями, передовим навігаційним, пошуковим та занурювальним обладнанням. Крім того, передбачене місце для розміщення п'яти 20-футових та двох 10-футових контейнерів, які можуть містити додаткове опціональне обладнання.
Енергетична установка включатиме двопаливний двигун Wärtsilä, розрахований на використання як традиційних нафтопродуктів так і ЗПГ. В останньому випадку значно скорочуватимуться викиди шкідливих речовин (сполук сірки, оксидів азоту, діоксиду вуглецю). Запасу ЗПГ буде достатньо для 10 діб виконання завдань.
Вартість новобудови оцінюється у 114 млн євро.